# 1983년 세계 태권도 선수권 대회
1983년 세계 태권도 선수권 대회는 횟수로 6번째로 개최되는 세계 태권도 선수권 대회이다. 덴마크 코펜하겐에 위치한 브뢴뷔 체육관 (Brøndby Hallen)에서 1983년 10월 20일부터 10월 23일까지 경기를 진행했다.

## 메달 리스트
| 체급                 | 금                          | 은                      | 동                        |
| 핀급 (−48kg)         | 호세 카데뇨 (KOR)           | 세사르 로드리게스 (MEX) | 최찬옥 (FRG)              |
| 핀급 (−48kg)         | 호세 카데뇨 (KOR)           | 세사르 로드리게스 (MEX) | 에밀리오 아소리파(ESP)    |
| 플라이급 (−52kg)     | 왕광연 (KOR)                | 투르구트 우찬 (TUR)     | 하비에르 베니토 (ESP)     |
| 플라이급 (−52kg)     | 왕광연 (KOR)                | 투르구트 우찬 (TUR)     | 주세페 플로티 (ITA)       |
| 밴텀급 (−56kg)       | 한홍식 (KOR)                | 루이스 토르네르 (ESP)   | 나데르 호다모라디 (IRI)   |
| 밴텀급 (−56kg)       | 한홍식 (KOR)                | 루이스 토르네르 (ESP)   | 제레미아 디코스탄초 (ITA) |
| 페더급 (−60kg)       | 이재봉 (KOR)                | 토마스 파불라 (FRG)     | 아흐메트 에르잔 (TUR)     |
| 페더급 (−60kg)       | 이재봉 (KOR)                | 토마스 파불라 (FRG)     | 구스타보 산시프리안 (MEX) |
| 라이트급 (−64kg)     | 한재구 (KOR)                | 앙헬 나바레테 (ESP)     | 미셸 델라네그라 (FRA)     |
| 라이트급 (−64kg)     | 한재구 (KOR)                | 앙헬 나바레테 (ESP)     | 포누 리 (AUS)             |
| 웰터급 (−68kg)       | 이을마즈 헬바즈오을루 (TUR) | 린지 로런스 (GBR)       | 최광근 (KOR)              |
| 웰터급 (−68kg)       | 이을마즈 헬바즈오을루 (TUR) | 린지 로런스 (GBR)       | 하랄트 샤르만 (FRG)       |
| 라이트미들급 (−73kg) | 정국현 (KOR)                | 한스 브뤼흐만스 (NED)   | 파트리스 르마르크 (CIV)   |
| 라이트미들급 (−73kg) | 정국현 (KOR)                | 한스 브뤼흐만스 (NED)   | 루이지 도리아노 (ITA)     |
| 미들급 (−78kg)       | 이동준 (KOR)                | 저지 롱 (CAN)           | 찰스 바유 (CIV)           |
| 미들급 (−78kg)       | 이동준 (KOR)                | 저지 롱 (CAN)           | 제이 워릭 (USA)           |
| 라이트헤비급 (−84kg) | 이레노 파르가스 (ESP)       | 오이겐 네페도 (FRG)     | 존 리 (USA)               |
| 라이트헤비급 (−84kg) | 이레노 파르가스 (ESP)       | 오이겐 네페도 (FRG)     | 미하엘 크누트센 (DEN)     |
| 헤비급 (+84kg)       | 장승화 (KOR)                | 디르크 융 (FRG)         | 헹크 메이어르 (NED)       |
| 헤비급 (+84kg)       | 장승화 (KOR)                | 디르크 융 (FRG)         | 프란시스코 폰세카 (ESP)   |

## 메달 집계
| 순위  | 국가         | 금메달 | 은메달 | 동메달 | 합계 |
| ----- | ------------ | ------ | ------ | ------ | ---- |
| 1     | 대한민국     | 8      | 0      | 1      | 9    |
| 2     | 스페인       | 1      | 2      | 3      | 6    |
| 3     | 튀르키예     | 1      | 1      | 1      | 3    |
| 4     | 서독         | 0      | 3      | 2      | 5    |
| 5     | 멕시코       | 0      | 1      | 1      | 2    |
| 5     | 네덜란드     | 0      | 1      | 1      | 2    |
| 7     | 캐나다       | 0      | 1      | 0      | 1    |
| 7     | 영국         | 0      | 1      | 0      | 1    |
| 9     | 이탈리아     | 0      | 0      | 3      | 3    |
| 10    | 코트디부아르 | 0      | 0      | 2      | 2    |
| 10    | 미국         | 0      | 0      | 2      | 2    |
| 12    | 덴마크       | 0      | 0      | 1      | 1    |
| 12    | 프랑스       | 0      | 0      | 1      | 1    |
| 12    | 이란         | 0      | 0      | 1      | 1    |
| Total | Total        | 10     | 10     | 20     | 40   |

## 출전 국가
51국가에서 353명의 선수가 참가하였다.
| - 아르헨티나 - 오스트레일리아 - 오스트리아 - 바레인 - 벨기에 - 캐나다 - 중화 타이베이 - 콜롬비아 - 코트디부아르 - 퀴라소 - 키프로스 - 덴마크 - 에콰도르 - 이집트 - 핀란드 - 프랑스 - 서독 | - 가나 - 영국 - 그린란드 - 홍콩 - 인도 - 이란 - 이탈리아 - 자메이카 - 일본 - 요르단 - 케냐 - 대한민국 - 쿠웨이트 - 라이베리아 - 리비아 - 말레이시아 - 멕시코 | - 모로코 - 네팔 - 네덜란드 - 노르웨이 - 파라과이 - 푸에르토리코 - 사우디아라비아 - 스페인 - 수리남 - 스웨덴 - 스위스 - 트리니다드 토바고 - 튀르키예 - 미국 - 미국령 버진아일랜드 - 유고슬라비아 연방 공화국 |